# 三多乡
三多乡，是中华人民共和国山西省临汾市大宁县下辖的一个乡镇级行政单位。

## 行政区划
三多乡下辖以下地区：
三多村、楼底村、崾西村、克坡底村、东庄坪村、南垣头村、岭头村、东堡村、川庄村、茨林村、南岭村、东南堡村、午堤村、阿龙村、刘家庄村、下则头村、连村、太仙村和马家崾村。